# Leopold Kozłowski-Kleinman

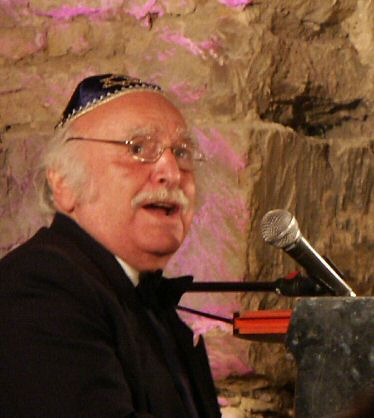
Leopold Kozłowski (2004)

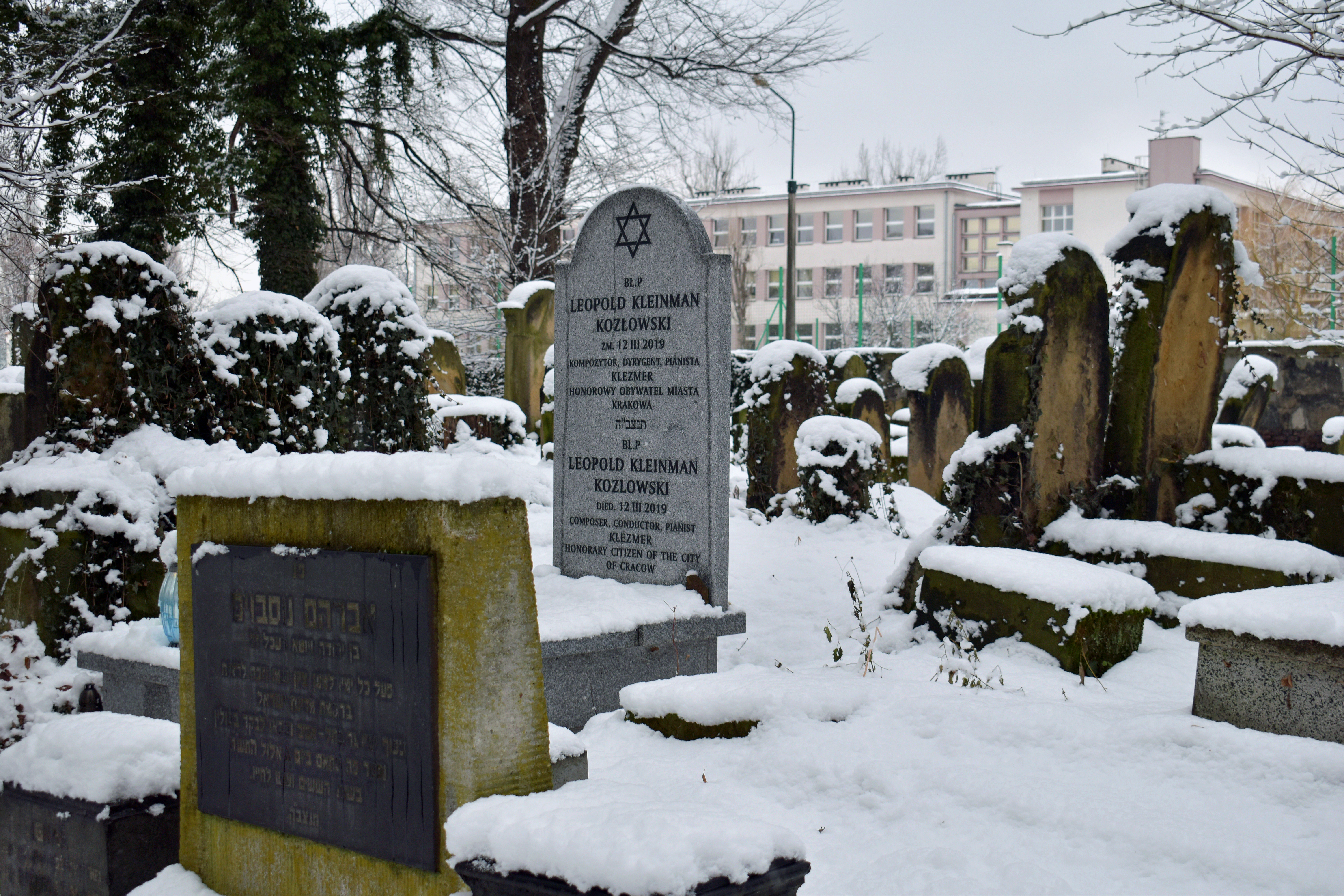
Nowy cmentarz żydowski,
grób Leopolda Kleinmana Kozłowskiego.

Leopold Kozłowski-Kleinman (ur. 26 listopada 1918 w Przemyślanach, zm. 12 marca 2019 w Krakowie) – polski pianista, kompozytor, dyrygent; ostatni przedstawiciel przedwojennych klezmerów w Polsce, zwany ostatnim klezmerem Galicji.

## Życiorys
Urodził się w rodzinie żydowskiej jako syn Hersza Hermana i Miriam Sekler. Był wnukiem Pejsacha Brandweina, który wraz z tuzinem swoich muzykujących synów założył najsłynniejszą w Galicji kapelę klezmerską. Wszyscy mieli profesjonalne wykształcenie muzyczne. Kapela braci Brandweinów grała nawet u marszałka Józefa Piłsudskiego i na dworze cesarza Franciszka Józefa. Jeden z wujów Leopolda Kozłowskiego – klarnecista Naftule Brandwein – uważany był w Ameryce za „króla” muzyki klezmerskiej.
W wieku ośmiu lat rozpoczął naukę gry na fortepianie. W 1930 został uczniem Państwowej Szkoły Powszechnej w Przemyślanach. Równolegle, trzy razy w tygodniu uczęszczał do chederu, gdzie uczył się jidysz i hebrajskiego. W 1937 rozpoczął naukę w gimnazjum oraz konserwatorium. Konserwatorium muzyczne we Lwowie w klasie fortepianu ukończył w 1941.
Podczas Holocaustu stracił rodziców. W maju 1943 został wraz z rodziną przewieziony do Żydowskiego Obozu Pracy w Jaktorowie w powiecie Przemyślany. Później przeniesiono ich do obozu pracy w Kurowicach, gdzie należał do obozowej orkiestry. Uratował się wraz z bratem Adolfem dzięki ucieczce. Trafił do żydowskiego oddziału partyzanckiego Abrama Bauma „Bunia”. Używał pseudonimu „Poldek”. W 1944 wziął udział w obronie Hanaczowa przed bojownikami Ukraińskiej Powstańczej Armii. W trakcie jednego z napadów Ukraińcy zamordowali jego brata Adolfa ps. „Dolek”. Oddział, którego był członkiem, wszedł z czasem w struktury Armii Krajowej. Brał udział w walkach z Niemcami i Ukraińcami. Po nadejściu frontu, jesienią 1944 zgłosił się na ochotnika do Wojska Polskiego. Jako sanitariusz 6. batalionu medyczno-sanitarnego 6. Dywizji Piechoty, a następnie adiutant dowódcy dywizji przeszedł szlak bojowy od Przemyśla do Berlina. Brał udział w bitwach o Warszawę, Wał Pomorski i Kołobrzeg.
W 1947 założył Zespół Pieśni i Tańca Krakowskiego Okręgu Wojskowego, przemianowany na Zespół Wojskowy „Desant”, i kierował nim przez 23 lata. Był kierownikiem muzycznym pierwszego Festiwalu w Kołobrzegu. W 1956 ukończył dyrygenturę w Państwowej Wyższej Szkole Muzycznej w Krakowie. W 1968 przymusowo przeszedł do rezerwy w stopniu pułkownika. W latach 70. XX w. był kierownikiem muzycznym Teatru Żydowskiego w Warszawie i cygańskiego zespołu Roma oraz konsultantem muzycznym zespołu Rzeszowiacy z Mielca.
W 1991 z Orkiestrą Polskiego Radia i Telewizji w Krakowie poprowadził, w synagodze Tempel na krakowskim Kazimierzu, pierwszy koncert piosenek żydowskich. Rok później, w Hotelu Klezmer Hois przy Szerokiej na Kazimierzu, zagrał swój pierwszy klezmerski koncert na fortepianie.
Skomponował muzykę do filmów: Austeria w reż. Jerzego Kawalerowicza (1983), I skrzypce przestały grać (1988) i Skrzypce Rotszylda (1988); jako aktor zagrał m.in. w Liście Schindlera Stevena Spielberga, gdzie był także konsultantem muzyki gettowej, twórca opracowania muzycznego do polskiej sekwencji miniserialu Wichry wojny w reżyserii Dana Curtisa z Ali MacGraw i Robertem Mitchumem, autor ilustracji muzycznej do sekwencji cygańskiej filmu Jerzego Skolimowskiego Wiosenne wody z Nastassją Kinski.
Opracował muzycznie sześć polskich wersji musicalu Skrzypek na dachu. Wielokrotnie koncertował w całej Europie, Stanach Zjednoczonych, Kanadzie, Związku Radzieckim i Izraelu.
W 2002 w Synagodze Tempel odbył się koncert „Rodzynki z migdałami”, w wykonaniu powiększonego składu zespołu Leopolda Kozłowskiego. Koncert został zarejestrowany przez Telewizję Polską i wielokrotnie przez nią emitowany. Także w 2002 artyści, pod dyrekcją Leopolda Kozłowskiego, nagrali dwupłytowy album (w języku polskim i jidysz) zatytułowany Leopold Kozłowski. Ostatni klezmer Galicji. Uzyskał on status złotej płyty.
Przez ponad 20 lat Leopold Kozłowski współpracował z Jackiem Cyganem, z którym stworzył wiele piosenek żydowskich. Koncertował ze śpiewającymi aktorami: Martą Bizoń, Katarzyną Jamróz, Kamilą Klimczak, Renatą Świerczyńską, Katarzyną Zielińską, Andrzejem Rogiem i skrzypaczką Haliną Jarczyk. Wraz z nimi brał udział we wszystkich edycjach Festiwalu Kultury Żydowskiej w Krakowie, zwłaszcza w koncercie pieśni i piosenek żydowskich, który jest ukoronowaniem każdego, trwającego 14 dni, festiwalu. Artysta współpracował też z wybitnymi muzykami instrumentalistami – także profesorami Akademii Muzycznej w Krakowie. Są to: Kazimierz Moszyński – flet, Andrzej Godek – klarnet, Andrzej Czechowski – puzon, Mirosław Płoski – waltornia, Halina Jarczyk – skrzypce, Michał Półtorak – skrzypce, Beata Płoska – altówka, Michał Kiska – wiolonczela, Józef Michalik – kontrabas, Sławek Berny – perkusja i Konrad Mastyło – fortepian.
W 2016 został wydany dwupłytowy album piosenek żydowskich Leopold Kozłowski-Kleinman i Przyjaciele. „Memento Moritz”.
W 2011 otrzymał tytuł Honorowego Obywatela Chmielnika. 28 maja 2014 środowisko artystyczne i mieszkańcy Krakowa nadali artyście tytuł: „Honorowego Obywatela Stołecznego Królewskiego Miasta Krakowa”.
Był bohaterem dwóch filmów dokumentalnych: The Last Klezmer (reż. Yale Storm, 1994) i Ostatni klezmer (reż. Janusz Majewski, 2017) oraz książki Jacka Cygana Klezmer: opowieść o życiu Leopolda Kozłowskiego-Kleinmana.
18 marca 2019 został pochowany na nowym cmentarzu żydowskim w Krakowie. Ceremonię pogrzebową prowadzili: naczelny rabin Polski Michael Schudrich oraz Eliezer Gurary, rabin chasydzki ruchu Chabad-Lubawicz. Uczestniczyli w niej m.in.: przewodniczący krakowskiej gminy żydowskiej Tadeusz Jakubowicz, arcybiskup senior kardynał Stanisław Dziwisz, archiprezbiter Kościoła Mariackiego ksiądz Dariusz Raś, senator Jerzy Fedorowicz, Janusz Makuch, Jacek Cygan i Don Vasyl.

## Filmografia
- 2014: Kabaret śmierci
- 1999: Voyages (Podróże) – pianista Dav Rosinski
- 1993: Dwa księżyce – Żyd w bożnicy
- 1993: Lista Schindlera – inwestor Andrzej Farber[7]
- 1985: War and Love (Wojna i miłość) – lider zespołu[13]

### Seriale dokumentalne
- 2017: udział w serialu dokumentalnym Z Andrusem po Galicji – odc. 11[14]

## Ordery i odznaczenia
- Krzyż Srebrny Orderu Virtuti Militari[5]
- Krzyż Kawalerski Orderu Odrodzenia Polski[15]
- Krzyż Walecznych[15]
- Złoty Krzyż Zasługi[15]
- Krzyż Partyzancki[15]
- Medal za Warszawę 1939–1945
- Medal za Odrę, Nysę, Bałtyk
- Medal Zwycięstwa i Wolności 1945
- Złoty Medal „Zasłużony Kulturze Gloria Artis” (2008)[16]
- Medal 90-lecia ZAiKS-u (2009)[17]

## Nagrody i wyróżnienia
- nagroda Academy of Television Arts & Sciences „Emmy”[18]
- Nagroda specjalna i członkostwo honorowe ZAiKS-u (2018)[17]